# 多疣壁虎
多疣壁虎（学名：Gekko japonicus）为壁虎科壁虎属的爬行动物。其种加词“japonicus”意为“日本的”。该物种的模式产地在日本。

## 特征
身体扁平，全长12～13厘米；背面灰褐色，有5～6条深色横斑纹；体被疣鳞高而密，枕部有较大的圆鳞；指、趾间有蹼迹，第一指、趾无爪，指、趾底面有单排皮瓣；尾基两侧各有大疣2～3个；尾背有9～12个褐色横斑。

## 分布
分布于韩国、日本、台灣以及中国大陆的安徽、江苏、上海、浙江、福建、江西、湖北、湖南、广西、贵州、四川、西达陕西、甘肃等地，主要生活于亚热带以及栖息在建筑物的缝隙及岩缝、石下、树下或草堆柴堆内。

## 保护
本种于2023年被收录入《有重要生态、科学、社会价值的陆生野生动物名录》。